# Intersport Heilbronn Open 1994
L'Intersport Heilbronn Open 1994 è stato un torneo di tennis facente parte della categoria ATP Challenger Series nell'ambito dell'ATP Challenger Series 1994. Il montepremi del torneo era di $100 000+H e si è svolto nella settimana tra il 24 gennaio e il 30 gennaio 1994 su campi indoor in sintetico. Il torneo si è giocato a Heilbronn in Germania.

## Vincitori

### Singolare
Markus Zoecke ha sconfitto in finale  Cristiano Caratti con il punteggio di 6–3, 6–4.

### Doppio
Ģirts Dzelde /  Mathias Huning hanno sconfitto in finale  Omar Camporese /  Cristiano Caratti con il punteggio di 6–4, 6–2.